# Vandu
Vandu är en ort i Estland. Den ligger i Kadrina kommun och landskapet Lääne-Virumaa, i den centrala delen av landet, 80 km öster om huvudstaden Tallinn. Vandu ligger 93 meter över havet och antalet invånare är 165.
Terrängen runt Vandu är platt, och sluttar norrut. Runt Vandu är det glesbefolkat, med 9 invånare per kvadratkilometer. Närmaste större samhälle är Rakvere, 9,4 km öster om Vandu. Omgivningarna runt Vandu är en mosaik av jordbruksmark och naturlig växtlighet.